# Вахтра, Кайя
Кайя Вахтра (урождённая Удрас; эст. Kaija Vahtra; род. 4 декабря 1986, Выру) — эстонская лыжница, участница Олимпийских игр в Ванкувере.

## Карьера
В Кубке мира дебютировала в январе 2005 года. В декабре 2008 года первый раз попала в тридцатку лучших на этапе Кубка мира, в командном спринте. Всего на сегодняшний день[когда?] имеет на своём счету 7 попаданий в тридцатку лучших на этапах Кубка мира, 1 в командных соревнованиях и 6 в личных. Лучшим достижением спортсменки в общем итоговом зачёте Кубка мира является 80-е место в сезоне 2009-10.
На Олимпиаде-2010 в Ванкувере стала 31-й в спринте и 15-й в командном спринте, кроме того стартовала в скиатлоне 7,5+7,5 км но не добралась до финиша.
Принимала участие в чемпионатах мира, лучший результат 11-е место в командном спринте на чемпионате-2009, а в личных гонках 21-е место в спринте на том же чемпионате.
Использовала лыжи производства фирмы Fischer.
Завершила спортивную карьеру по окончании сезона 2013/14.

## Личная жизнь
Замужем за лыжником Ээри Вахтра. Есть сын Ээрик (род. 2011).